# REDengine
REDengine és un motor de videojoc desenvolupat en exclusiva per CD Projekt pels seus jocs de rols no lineals. És la substitució del CD Aurora Engine que Projekt Red havia llicenciat prèviament a BioWare per al desenvolupament de The Witcher.
REDengine és una multiplataforma tant de 32 com a 64 bits i funciona en Microsoft Windows. El primer cop que va ser usat va ser pel videojoc The Witcher 2: Assassins of Kings per a Windows. REDengine 2, una versió millorada va ser usada per a The Witcher 2 que també anava per a Xbox 360, OS X i Linux.
REDengine 3 va ser dissenyat per funcionar exclusivament en una plataforma de programari de 64 bits. CD Projekt Red va crear REDengine 3 amb el propòsit de desenvolupar entorns de videojocs de món obert, com els de The Witcher 3: Wild Hunt. Introdueix millores a les animacions facials i altres. Els efectes d'il·luminació ja no pateixen una proporció de contrast reduïda. Aquest nou motor està desenvolupat per funcionar també les plataformes PlayStation 4, Xbox One i Nintendo Switch.
REDengine 4 ha sigut desenvolupat pel videojoc Cyberpunk 2077. Introdueix suport per a la il·luminació global traçada per raigs i altres efectes.